# Пожизненный сенатор (Италия)
Пожи́зненный сена́тор (итал. senatore a vita) — почётная должность в Сенате Италии.
По конституции Италии получить пожизненную сенаторскую должность могут бывшие Президенты республики (статья 59, п. 1). Кроме того, Президент страны может удостоить этой чести пять граждан «прославивших Родину выдающимися заслугами в сфере общественной деятельности, науки, искусства и литературы» (статья 59, п. 2).
Существует проблема в том, является ли предел в пять пожизненных сенаторов, закреплённый в статье 59, п. 2 конституции максимальным пределом назначений в распоряжении каждого президента или максимальным пределом пожизненных сенаторов, представленных в Сенате. Сомнение кажется теперь разрешённым в пользу второго решения, которое, закрепляя максимальное число пожизненных сенаторов, не позволяет неизбранным сенаторам серьёзно скомпрометировать Сенат.

## Список пожизненных сенаторов
В тексте выделены 5 ныне действующих пожизненных сенаторов.
| - Клаудио Аббадо - Джулио Андреотти - Джованни Аньелли - Карло Бо - Норберто Боббио - Лео Валиани - Витторио Валлетта - Джованни Гронки - Франческо де Мартино - Энрико де Никола - Гаэтано де Санктис - Эдуардо Де Филиппо - Умберто Дзанотти Бьянко - Луиджи Эйнауди - Пьетро Каноника - Гвидо Кастельнуово | - Элена Каттанео - Эмилио Коломбо - Франческо Коссига - Рита Леви-Монтальчини - Джованни Леоне - Марио Луци - Чезаре Мерцагора - Эудженио Монтале - Марио Монти - Джорджо Наполитано - Пьетро Ненни - Джузеппе Параторе - Ферруччо Парри - Алессандро Пертини - Ренцо Пиано - Серджио Пининфарина | - Камилла Равера - Карло Руббиа - Меуччио Руини - Карло Альберто Салустри, поэтический псевдоним Trilussa - Джузеппе Сарагат - Лилиана Сегре - Антонио Сеньи - Оскар Луиджи Скальфаро - Джованни Спадолини - Луиджи Стурцо - Паоло Эмилио Тавиани - Артуро Тосканини - Аминторе Фанфани - Карло Адзелио Чампи - Паскуале Янакконе |